# روبرت أوستين شيرر
روبرت أوستين شيرر هو سياسي كندي، ولد في 16 مارس 1868 في ساوث ستورمونت في كندا، وتوفي في 3 ديسمبر 1920 في كورنوال في كندا. حزبياً، نشط في حزب أونتاريو المحافظ التقدمي. وقد انتخب عضو برلمان مقاطعة أونتاريو.